# Bouilly-en-Gâtinais
Bouilly-en-Gâtinais é uma comuna francesa na região administrativa do Centro, no departamento Loiret. Estende-se por uma área de 16,25 km². Em 2010 a comuna tinha 328 habitantes (densidade: 20,2 hab./km²).